# SMS Oldenburg (1884)
Pour les autres navires du même nom, voir SMS Oldenburg.
Le SMS Oldenburg est un cuirassé à coque en fer (Kasemattschiff en allemand) de la Kaiserliche Marine qui servit comme navire de défense côtière de 1886 à 1912. Il fut ensuite déclassifié en navire-cible et détruit en 1919. Il portait le nom de la ville d'Oldenbourg.

## Commandants
| mai à septembre 1886                   | Kapitän zur See Karl Eduard Heusner                        |
| septembre à décembre 1886              | Korvettenkapitän Max Plüddemann (de)                       |
| mai à octobre 1887                     | Kapitän zur See Wilhelm Stubenrauch                        |
| mai 1889                               | Kapitän zur See Franz Kuhn                                 |
| mai à septembre 1889                   | Kapitän zur See Ernst Aschmann                             |
| 11 septembre 1889 au 21 septembre 1891 | Korvettenkapitän/Kapitän zur See Friedrich von Wietersheim |
| 22 septembre 1891 au 3 août 1892       | Kapitän zur See Alfred Herz                                |
| octobre 1897 à avril 1899              | Korvettenkapitän/Kapitän zur See Bernhard Wahrendorff      |

### Sources
- (en) Cet article est partiellement ou en totalité issu de l’article de Wikipédia en anglais intitulé « SMS Oldenburg (1884) » (voir la liste des auteurs).